# 亚尖叶锥
亚尖叶锥（学名：Castanopsis subacuminata），为壳斗科锥属下的一个植物种。